# Rîbnîkî, Berejanî
Rîbnîkî (în ucraineană Рибники) este localitatea de reședință a comunei Rîbnîkî din raionul Berejanî, regiunea Ternopil, Ucraina.

## Demografie
Componența lingvistică a localității Rîbnîkî
     Ucraineană (100%)
Conform recensământului din 2001, toată populația localității Rîbnîkî era vorbitoare de ucraineană (100%).